# ایزوتوپ پرتوزای ناچیز
ایزوتوپ پرتوزای ناچیز(به انگلیسی: Trace radioisotope) به ایزوتوپ‌های پرتوزایی گفته می‌شود که به مقدار بسیار اندکی در طبیعت یافت می‌شوند. ایزوتوپ‌های پرتوزای ناچیز به طور کلی نیمه عمری کم تر از سن زمین دارند.